# スワンプ・ブルース
スワンプ・ブルース (Swamp blues) は、1950年代にアメリカ合衆国ルイジアナ州南西部の黒人コミュニティで発展した、ルイジアナ・ブルースの一類型。様々な他のジャンル、特にザディコとケイジャンから影響を受けている。代表的な存在として、スリム・ハーポやライトニン・スリムがおり、彼らは全国的なリズム・アンド・ブルースのヒット曲も出している。
「スワンプ swamp」とは沼地、湿地のことであり、ルイジアナ州の自然環境を踏まえた表現である。

## 特徴

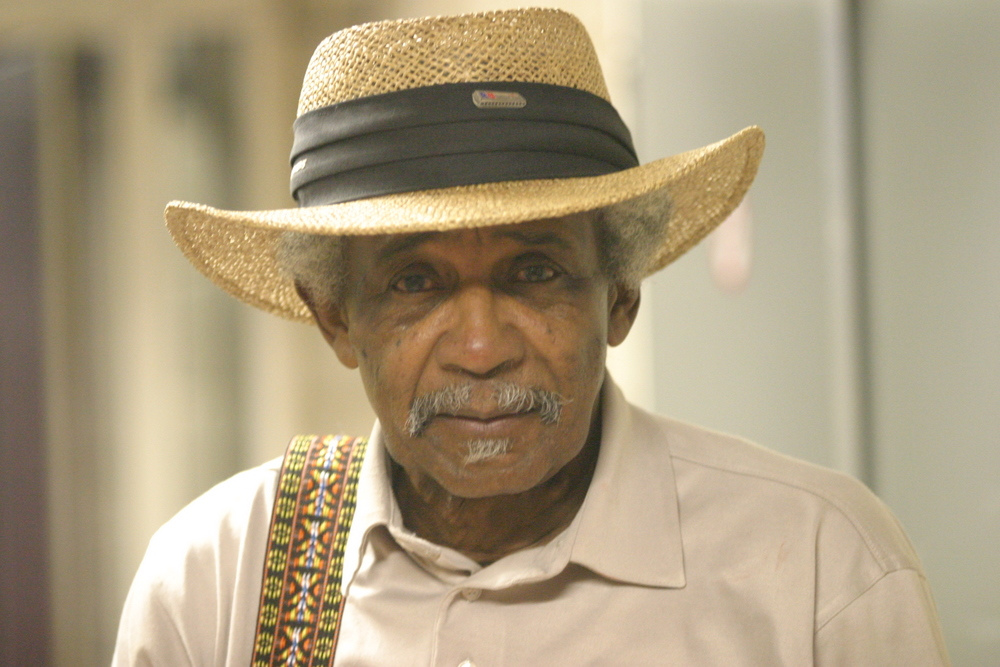
レイジー・レスター、2004年撮影。

スワンプ・ブルースは、レイド・バックした、スロー・テンポの、また全般的によりリズミックになったルイジアナ・ブルースのバリエーションであり、ニューオーリンズ・ブルース、ザディコ、ソウル、ケイジャンから影響を受けている。スワンプ・ブルースの特徴は、ジミー・リードのレコードや、ライトニン・ホプキンスやマディ・ウォーターズの作品に聞かれるような、単純ながら効果的ギターの演奏であり、ブギのパターンからの影響である。スワンプ・ブルースのサウンドは、「不気味に静かな残響音、シャッフル・ビート、ギターのトレモロ、激しいハーモニカ、まばらなパーカッション (eerie echo, shuffle beats, tremolo guitars, searing harmonica and sparse percussion)」によって特徴づけられる。

## 歴史
スワンプ・ブルースは、1950年代にルイジアナ州南西部の黒人コミュニティで始まり、その形成には特に音楽プロデューサーのジェイ・ミラーが大きな役割を果たした。1950年代、ミラーは数多くのブルース・アーティストたちをルイジアナ州クロウリーでレコーディングし、テネシー州ナッシュビルのエクセロ・レコードを通して、その音源を流通させていた。彼が関わった中でも、最も成功し、影響力もあったアーティストは、ギタリストでハーモニカ奏者でもあったスリム・ハーポであった。その他の主だったアーティストとしては、ライトニン・スリム、レイジー・レスター、サイラス・ホーガン、ロンサム・サンダウンや、ピアノ奏者のケイティ・ウェブスターらがいた。彼らの楽曲、特にスリム・ハーポの作品は、多数が、ローリング・ストーンズ、キンクス、ヤードバーズなど、ブリティッシュ・インヴェイジョンのバンドによってカバーされた。このジャンルの人気は、1970年代には衰え、スワンプ・ブルースをやっていたブルースマンの多くは、黒人聴衆の間で人気が保たれていたザディコへと流れていった。